# 柳家三亀司
柳家 三亀司（やなぎや みきじ、本名:吉岡 司、1953年4月28日 - ）は、名古屋市緑区在住の日本の芸人。江戸曲独楽・獅子舞のほか、よしおか つかさ名義で司会や腹話術・漫談に加えてボクシングのリングアナウンサーも行う。

## 略歴
1978年（昭和53年）、柳家小三亀松に入門し、江戸曲独楽をはじめとした芸を習得して大須演芸場を中心に活動。
1986年（昭和61年）には日本ボクシングコミッション中部事務局に所属してリングアナウンサーとなった。1994年（平成6年）には当時WBCバンタム級世界王者の座に在った薬師寺保栄と暫定世界王者・辰吉丈一郎との統一戦でリングアナを務めている。
2010年（平成22年）には落語家の雷門獅篭、雷門幸福、雷門福三、講談師の古池鱗林（いずれも芸名は当時）と共に「東海地方に演芸を広げ隊」（通称：海演隊）を結成。幅広い活動を続けている。
2012年（平成24年）、大須大道町人祭に初参加。
2014年（平成26年）から、橋の下世界音楽祭（愛知県豊田市）に参加。
2023年（令和5年）7月15日、お江戸上野広小路亭での立川流夜席に旭堂鱗林とともに出演（トリ：立川こしら）。

## 出演
- 小さな旅「芸は街に育まれ ～名古屋市 大須～」(2015年10月4日、NHK総合）[5]